# Crystal Reed
Crystal Reed (Roseville, Michigan, 1985. február 6. –) amerikai színésznő.
Legismertebb szerepe Allison Argent a Teen Wolf – Farkasbőrben című televíziós sorozatban.

## Fiatalkor
Detroit közelében, a Michigan állambeli Roseville-ben született és nevelkedett. Már nagyon fiatalon táncolni tanult, majd a helyi színházban is tevékenykedett. Miután a detroiti Wayne State Universityn képzőművészeti alapképzésben vett részt, Chicagóba költözött, ahol helyi előadásokban szerepelt.
2008-ban Los Angelesbe költözött.

## Pályafutása
Első szerepeit 2010-ben vendégszereplőként játszotta a CSI: A helyszínelők, az RJ Berger – Hard kor, a Született detektívek és a CSI: New York-i helyszínelők című tévésorozatokban – ezeknek egy-egy epizódjában szerepelt. Szintén 2010-ben főszereplőként tűnt fel a Skyline című sci-fi filmben, amely egy földönkívüli-invázióról szól.
2011-től 2016-ig az egyik főszereplőt, a vérfarkasvadász családból származó Allison Argentet alakította a Teen Wolf – Farkasbőrben című tévésorozatban. 2011-ben egy kisebb szerepet játszott az Őrült, dilis, szerelem című romantikus vígjátékban, illetve a Haláli testcsere című tévésorozatban is megjelent epizódszereplőként. 2012-ben feltűnt a Jewtopia című vígjátékban.
2012-ben az Összetörve című thrillerben kapott szerepet Lucas Till mellett. 2017–2018 között a Gotham 4. évadjában volt látható. 2019-ben a Mocsárlény: A sorozat főszerepét vállalta el.

## Filmográfia

### Film
| Év   | Magyar cím                  | Eredeti cím                         | Szerep                  | Magyar hang        |
| ---- | --------------------------- | ----------------------------------- | ----------------------- | ------------------ |
| 2010 | Skyline                     | Skyline                             | Denise                  | Lamboni Anna       |
| 2011 | Őrült, dilis, szerelem      | Crazy, Stupid, Love.                | Amy Johnson             | Sánta Annamária    |
| 2012 |                             | Jewtopia                            | Rebecca Ogin            |                    |
| 2013 | Összetörve                  | Crush                               | Bess                    | Mikita Dorka Júlia |
| 2015 |                             | Too Late                            | Dorothy                 |                    |
| 2018 | Ghostland – A rettegés háza | Ghostland                           | Elizabeth "Beth" Keller | Kelemen Kata       |
| 2022 |                             | Pinball: The Man Who Saved the Game | Ellen                   |                    |
| 2023 |                             | Teen Wolf: The Movie                | Allison Argent          |                    |

### Televízió
| Év        | Magyar cím                   | Eredeti cím                    | Szerep             | Megjegyzések                                    |
| --------- | ---------------------------- | ------------------------------ | ------------------ | ----------------------------------------------- |
| 2010      | CSI: A helyszínelők          | CSI: Crime Scene Investigation | Julie              | 1 epizód                                        |
| 2010      | RJ Berger – Hard kor         | The Hard Times of RJ Berger    | Renee              | 1 epizód                                        |
| 2010      | Született detektívek         | Rizzoli & Isles                | Natalie            | 1 epizód                                        |
| 2010      | CSI: New York-i helyszínelők | CSI: NY                        | Jules Roday        | 1 epizód                                        |
| 2011      | Haláli testcsere             | Drop Dead Diva                 | Ali                | 1 epizód                                        |
| 2011–2016 | Teen Wolf – Farkasbőrben     | Teen Wolf                      | Allison Argent     | - főszereplő - magyar hangja Vágó Bernadett     |
| 2011–2016 | Teen Wolf – Farkasbőrben     | Teen Wolf                      | Marie Jeanne Valet | 1 epizód                                        |
| 2017–2018 | Gotham                       | Gotham                         | Sofia Falcone      | főszereplő 4. évad (12 epizód)                  |
| 2019      | Mocsárlény: A sorozat        | Swamp Thing                    | Abby Arcane        | - főszereplő - magyar hangja Bogdányi Titanilla |

## Díjak és jelölések
Teen Wolf – Farkasbőrben
- Jelölés — Teen Choice Díj: Legjobb női tévészereplő (nyár) (2011)[6]
- Jelölés  Teen Choice Díj: Legjobb női tévészereplő (fantasy/sci-fi) (2011)[6]